# Zahnwachteln

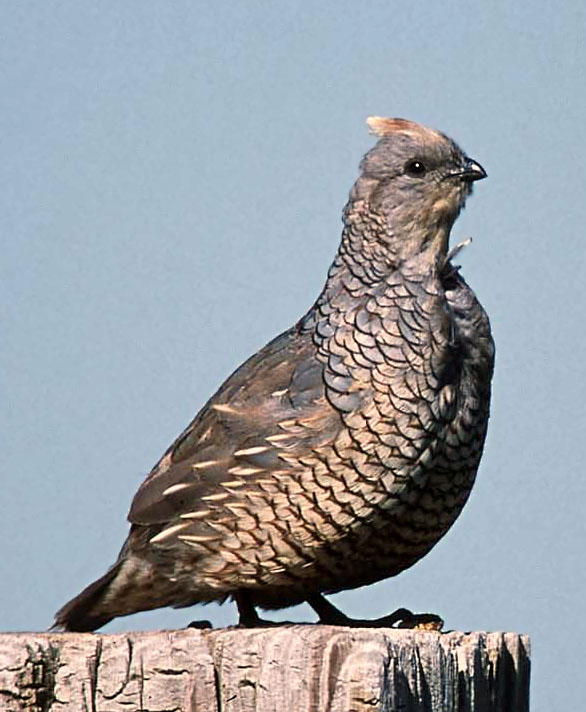
Schuppenwachtel (Callipepla squamata)

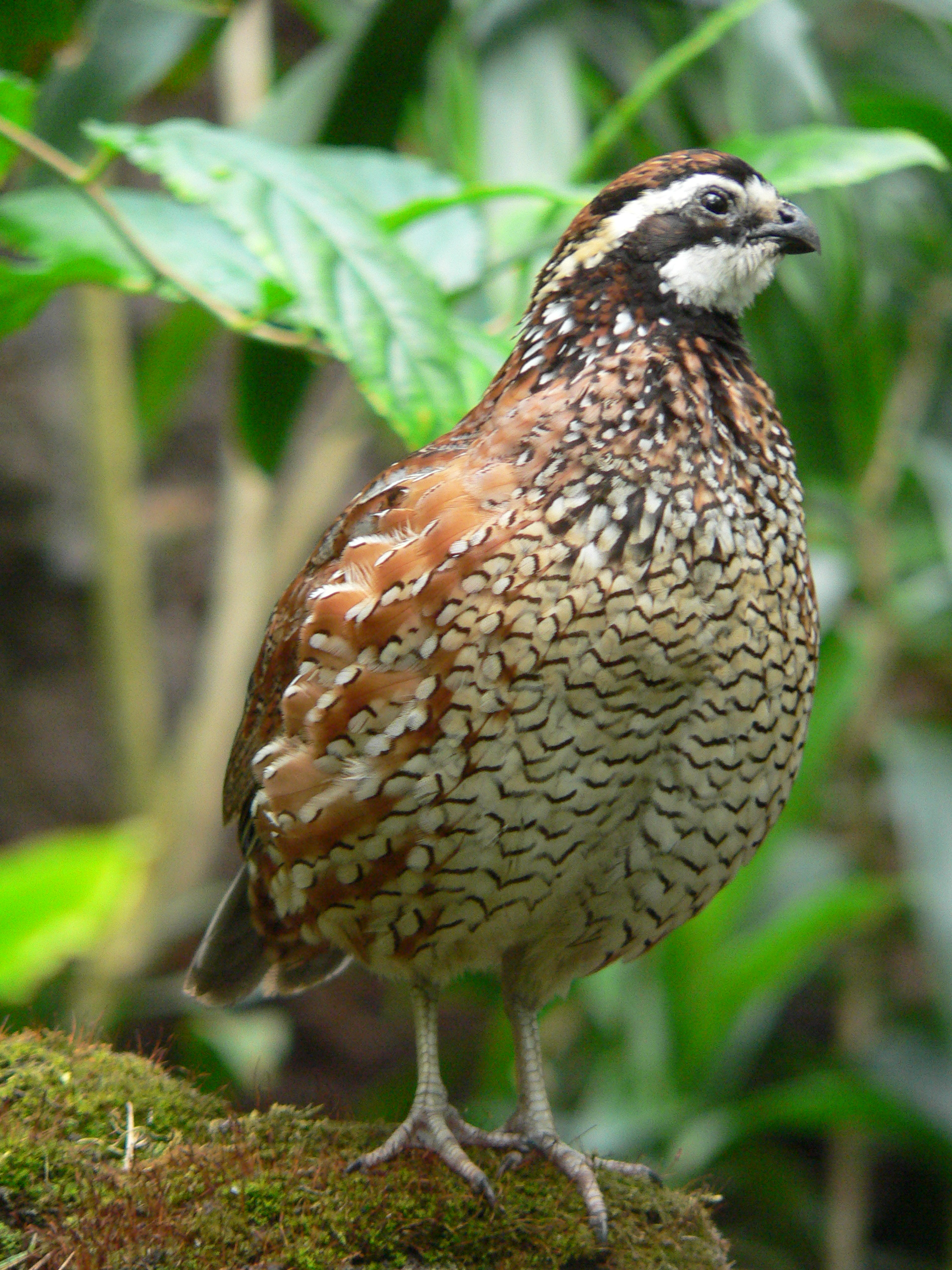
Virginiawachtel

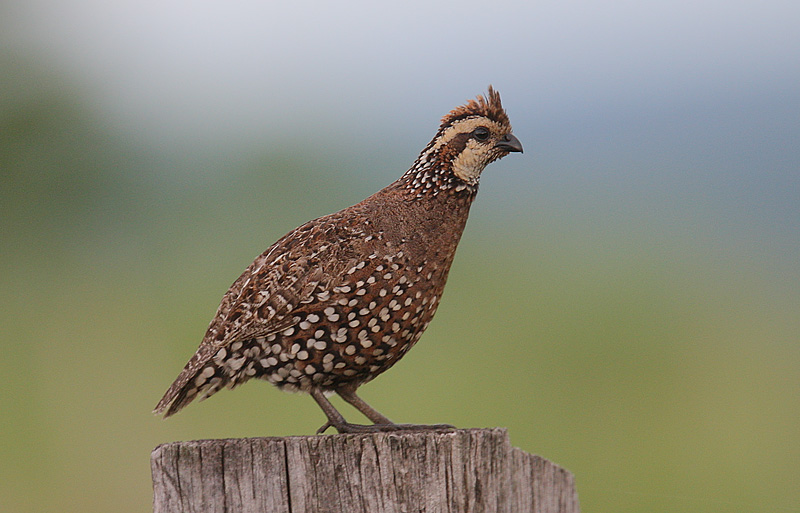
Haubenwachtel

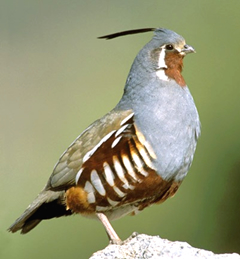
Bergwachtel

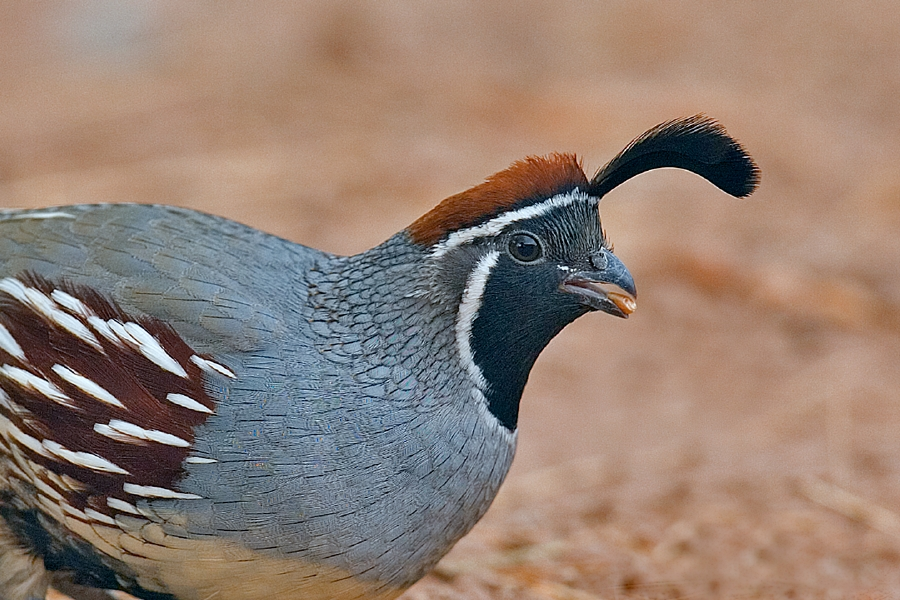
Helmwachtel

Die Zahnwachteln (Odontophoridae) sind eine Familie in Nord- und Südamerika, sowie mit zwei Arten auch in Zentralafrika beheimateter Hühnervögel (Galliformes). Die Vertreter dieser Familie ähneln den altweltlichen Rebhühnern und Wachteln, mit denen sie aber nur entfernt verwandt sind.

## Merkmale
Zahnwachteln haben eine typisch hühnerartige Gestalt. Sie sind gedrungen gebaut, kurzhalsig, kurzbeinig, kurzschnäblig und meistens auch kurzschwänzig (Ausnahme: Dendrortyx). Sie ähneln gestaltlich stark den Rebhühnern und Wachteln und liegen auch in der Größe zwischen diesen; diese reicht von 17 cm (Langbeinwachtel) bis 37 cm (Langschwanzwachtel).
Namengebend ist der leicht gezähnte Schnabel, ein Merkmal, das nur aus großer Nähe erkannt werden kann. Auffälliger sind die bei vielen Arten vorhandenen Schopfe und Hauben. Die Farbe besteht meistens aus Braun- und Grautönen, die eine Tarnung im Unterholz ermöglichen. Manche Arten sind farbenfroher gefärbt, vor allem der Gesichtsbereich kann in leuchtenden Farben ausgeprägt sein. Ein Geschlechtsdimorphismus ist immer vorhanden, aber nie so gravierend wie bei vielen Arten der altweltlichen Fasanenartigen: Er besteht darin, dass die Männchen etwas größer sind, kräftigere Farben haben und – wenn vorhanden – größere Hauben und Schopfe.
Die kurzen Beine sind kräftig gebaut und ermöglichen ein ausdauerndes Laufen am Boden. Im Unterschied zu den Fasanenartigen tragen sie keine Sporen. Der Fuß ist anisodaktyl. Wie die meisten Hühnervögel fliegen Zahnwachteln nur ungern und nur sehr kurze Distanzen. Eine Strecke vom Boden auf einen Ast oder umgekehrt ist oft alles, wofür die Flügel gebraucht werden.

## Verbreitung und Lebensraum
Zahnwachteln sind auf dem amerikanischen Doppelkontinent und in Zentralafrika verbreitet. Das Verbreitungsgebiet in der Neuen Welt erstreckt sich vom Norden der USA bis in den Süden Brasiliens und Paraguays. Den größten Artenreichtum gibt es in den Tropen und Subtropen. Die Zugehörigkeit der zwei ursprünglich zu den Fasanenartigen gezählten afrikanischen Arten (Unterfamilie Ptilopachinae) zu den Zahnwachteln wurde erst in jüngster Zeit festgestellt.
Durch den Menschen eingeschleppt gibt es Zahnwachteln auch auf anderen Kontinenten sowie auf Inseln, wo sie vorher nicht vorkamen. Sowohl die Schopf- als auch die Virginiawachtel wurden in Neuseeland und Hawaii eingeführt, die Schopfwachtel auch in Argentinien und Chile. Die südamerikanische Haubenwachtel wurde auf zahlreiche Inseln der Karibik gebracht. Auch innerhalb Amerikas hat der Mensch das Verbreitungsgebiet ausgedehnt: So wurde die Virginiawachtel, ein ursprünglich nur im Osten der USA beheimateter Vogel, auch entlang der nordamerikanischen Westküste heimisch gemacht.
Das Habitat der meisten Arten sind Wälder, vor allem tropische Regenwälder. Gerade die bekannteren Arten sind aber auch in offeneren Habitaten zu finden. Die Virginiawachtel etwa profitierte von der Entwaldung, weil sie offene Felder bevorzugt. Die Schopfwachtel ist selbst in Wüsten zu finden.

## Lebensweise

### Aktivität
Zahnwachteln sind tagaktive Bodenbewohner, die für gewöhnlich nur auf der Flucht vor Feinden höher gelegene Plätze wie Äste aufsuchen. Einige Arten schlafen allerdings in Bäumen. Außerhalb der Brutzeit leben sie in großen Gruppen, die manchmal bis zu 1000 Individuen umfassen können.

### Nahrung
Wie bei vielen anderen Hühnervögeln auch sind Zahnwachteln in den ersten Lebenswochen Insektenfresser, als Altvögel hingegen hauptsächlich Pflanzenfresser. Sie bleiben jedoch ausgesprochene Generalisten, die zahlreiche pflanzliche Materialien (Samen, Blätter, Knospen, Wurzeln) sowie als Beikost immer auch Insekten fressen. Manche Arten haben besonders lange Zehen, die beim Wühlen im Boden helfen; auf diese Weise graben sie pflanzliche Wurzeln aus.

### Fortpflanzung
Zahnwachteln sind monogam. Als Nest dient eine mit pflanzlichem Material ausgelegte Mulde, die in der dichten Vegetation angelegt wird. Die Gelege umfassen bei den südamerikanischen Arten in der Regel drei bis sechs Eier, gerade bei den nordamerikanischen Arten gibt es aber ausgesprochen große Gelege mit bis zu 15 Eiern. Da es bei manchen Arten (z. B. Virginiawachtel) aber einen Brutparasitismus innerhalb der Art gibt, d. h. Weibchen legen ihre Eier in die Nester von Artgenossinnen, sind die Gelegezahlen je Weibchen wohl niedriger. Bei der Brut und manchmal auch bei der Jungenaufzucht ist das Männchen beteiligt – eine unter Hühnervögeln seltene Verhaltensweise.
Wegen der großen Zahl von Feinden haben Zahnwachteln eine geringe Lebenserwartung. Es wird geschätzt, dass nur wenige älter als ein Jahr werden.

## Stammesgeschichte
Die ältesten Hinweise auf Zahnwachteln sind 37 Millionen Jahre alt und stammen aus dem Oligozän Kanadas. Zahlreiche Fossilienfunde gibt es aus den nachfolgenden Epochen des Miozäns, Pliozäns und Pleistozäns. Die rezente Gattung Cyrtonyx ist fossil bereits aus dem Miozän belegt, die Gattungen Callipepla und Colinus aus dem Pliozän.
Fossil wurden Zahnwachteln nie außerhalb Amerikas gefunden. Die einmal erfolgte Zuweisung der Gattung Palaeortyx (Oligozän Europas) zu den Zahnwachteln war ein Irrtum.

## Systematik

### Äußere Systematik
Früher wurden Zahnwachteln wegen ihrer großen Ähnlichkeit zu den Rebhühnern und Wachteln wie diese zu den Fasanenartigen gestellt. Grzimeks Tierleben stellt sie gar als Tribus in die Unterfamilie der Feldhühner auf dieselbe Ebene wie Rebhuhnartige und Wachteln. Heute ist vor allem dank molekulargenetischer Untersuchungen gesichert, dass sich Fasanenartige und Zahnwachteln unabhängig voneinander entwickelt haben. Die relative Position der Zahnwachteln zu den Fasanenartigen bleibt jedoch ungeklärt.

### Innere Systematik
Die folgenden Gattungen und Arten werden den Zahnwachteln zugerechnet:
- Unterfamilie Odontophorinae
  - Callipepla
    - Douglaswachtel (Callipepla douglasii), nordwestliches Mexiko
    - Helmwachtel (Callipepla gambelii), südwestliche USA, nordwestliches Mexiko
    - Schopfwachtel (Callipepla californica), westliches Nordamerika von Washington bis Baja California
    - Schuppenwachtel (Callipepla squamata), südliche USA, nördliches Mexiko

  - Colinus
    - Virginiawachtel (Colinus virginianus), östliche USA, östliches und südliches Mexiko, Kuba
    - Schwarzkehlwachtel oder Schwarzkehlzahnwachtel  (Colinus nigrogularis), Mittelamerika von Chiapas bis Nicaragua
    - Fleckenwachtel (Colinus leucopogon), Mittelamerika von Guatemala bis Costa Rica
    - Haubenwachtel (Colinus cristatus), Panama, Kolumbien, Venezuela

  - Cyrtonyx
    - Montezumawachtel (Cyrtonyx montezumae), südwestliche USA, Mexiko
    - Tränenwachtel (Cyrtonyx ocellatus), Mittelamerika von Chiapas bis Nicaragua

  - Dactylortyx
    - Singwachtel (Dactylortyx thoracicus), Zentralmexiko bis Honduras

  - Dendrortyx
    - Bartwachtel (Dendrortyx barbatus), Hidalgo
    - Guatemalawachtel (Dendrortyx leucophrys), Mittelamerika von Chiapas bis Costa Rica
    - Langschwanzwachtel (Dendrortyx macroura), Zentral- und Südmexiko

  - Odontophorus
    - Capueirawachtel (Odontophorus capueira), östliches Brasilien, Paraguay
    - Kastanienwachtel (Odontophorus hyperythrus), Kolumbien
    - Kragenwachtel (Odontophorus strophium), Kolumbien
    - Marmorwachtel (Odontophorus gujanensis), Costa Rica, Panama, nördliches Südamerika
    - Rotbrustwachtel (Odontophorus speciosus), Ecuador, Peru, Bolivien
    - Rotstirnwachtel (Odontophorus erythrops), Kolumbien, Ecuador
    - Schwarzohrwachtel (Odontophorus melanotis), Mittelamerika von Honduras bis Panama
    - Schwarzrückenwachtel (Odontophorus melanonotus), Kolumbien, Ecuador
    - Schwarzstirnwachtel (Odontophorus atrifrons), Kolumbien, Venezuela
    - Streifengesichtwachtel (Odontophorus balliviani), Peru, Bolivien
    - Sternwachtel (Odontophorus stellatus), Peru, Bolivien, Westbrasilien
    - Tacarcunawachtel (Odontophorus dialeucos), Panama, Kolumbien
    - Tropfenwachtel (Odontophorus guttatus), Südmexiko bis Panama
    - Venezuelawachtel (Odontophorus columbianus), Venezuela
    - Weißkehlwachtel (Odontophorus leucolaemus), Costa Rica, Panama

  - Oreortyx
    - Bergwachtel (Oreortyx pictus), nordamerikanische Westküste von Washington bis Baja California

  - Philortyx
    - Bindenwachtel (Philortyx fasciatus), südwestliches Mexiko

  - Rhynchortyx
    - Langbeinwachtel (Rhynchortyx cinctus), Honduras bis Ecuador
- Unterfamilie Ptilopachinae[1]
  - Ptilopachus
    - Nahanfrankolin (Ptilopachus nahani), Osten der Demokratischen Republik Kongo
    - Felsenrebhuhn (Ptilopachus petrosus), Zentralafrika

## Menschen und Zahnwachteln
Vor allem als Jagdwild haben die Zahnwachteln schon für die indianische Bevölkerung eine Rolle gespielt. Mit der Ankunft der Weißen begannen auch diese, die Hühnervögel zu jagen. Heute werden jährlich 20 Millionen Virginiawachteln in den USA geschossen – dennoch ist die Population dieses häufigen Vogels gesichert. Die Abholzung der Wälder Nordamerikas dürfte dieser Art zugutegekommen sein, da sie in offenen Feldern am häufigsten ist.
Die Siedler benannten die Vögel nach den aus Europa bekannten Vorbildern. So heißen sie auf Englisch quails (Wachteln), auf Spanisch perdices (Rebhühner). Letztere Bezeichnung wird in Südamerika auch für die überhaupt nicht verwandten Steißhühner verwendet.